# Miguel Ángel Osorio Chong
Miguel Ángel Osorio Chong (Pachuca, Hidalgo; 5 de agosto de 1964) es un político y abogado mexicano de ascendencia china, exmiembro del Partido Revolucionario Institucional. Fue Secretario de Gobernación de México del 1 de diciembre de 2012 al 10 de enero de 2018, durante el mandato del presidente Enrique Peña Nieto.
Se desempeñó también como Gobernador del Estado de Hidalgo de 2005 a 2011. Fue diputado federal en la LIX Legislatura de 2003 a 2005. Dentro del gobierno estatal de Hidalgo ocupó los cargos de Secretario de Gobierno, Secretario de Desarrollo Social y Secretario de Desarrollo Regional.
Su esposa Laura Vargas, licenciada en Derecho, fungió como directora del Sistema Nacional para el Desarrollo Integral de la Familia (DIF).

## Primeros años
Nació en la ciudad de Pachuca en el estado mexicano de Hidalgo el 5 de agosto de 1964. Es hijo de Eduardo Osorio Hernández y María Luisa Chong Chávez, de ascendencia china, ambos trabajadores del Instituto Mexicano del Seguro Social y padres también de Eduardo, Luis Jaime, Lourdes y Édgar. Nació y creció en Pachuca, Hidalgo, en donde conoció a su esposa Laura Vargas Carrillo con la cual tiene dos hijos: Miguel y Laura.
Osorio Chong asistió a la Secundaria Federal n.º 1 de Pachuca, continuó su formación de bachillerato en la Escuela Preparatoria n.º 1 dependiente de la Universidad Autónoma del Estado de Hidalgo donde fue dirigente de la Federación de Estudiantes de Hidalgo, posteriormente realizó la licenciatura en derecho en la Universidad Autónoma del Estado de Hidalgo de 1983 a 1986.

## Carrera política
Su carrera en el Partido Revolucionario Institucional comenzó en 1991, cuando se encargó del área de prensa y propaganda del entonces candidato priista a la alcaldía de Pachuca, Mario Viornery Mendoza. Después ocupó la oficialía mayor de Pachuca en el trienio 1991-1993.
Dentro del PRI, fue delegado en gran parte de los 84 municipios del estado de Hidalgo. Fue Secretario de Acción Electoral; también, entre 1993 y 1994 fue presidente del Comité Directivo Estatal de Hidalgo, siendo el político más joven en presidirlo y que durante su periodo el PRI ganó en los procesos electorales.

## Diputado federal y Secretario General de Gobierno del Estado de Hidalgo
En 1998, trabajó en el equipo de campaña de Manuel Ángel Núñez Soto, y en su administración se desempeñó como Secretario de Desarrollo Social y Secretario de Desarrollo Regional.
En 1999, el entonces gobernador Núñez Soto lo designó como titular de la secretaría de Gobierno del Estado. Entre 2003 y 2005 fue diputado federal por el VI Distrito Electoral Federal de Hidalgo, donde coordinó la fracción priista del estado y fue vicecoordinador de su grupo parlamentario en la LIX Legislatura, donde presentó e impulsó entre otras la iniciativa de protección a víctimas del delito y la iniciativa de rendición de cuentas para legisladores federales.
Como secretario de Gobierno solventó los problemas estudiantiles en la Normal Luis Villarreal de El Mexe, que durante su gubernatura se transformaría en la Universidad Politécnica de Francisco I. Madero. La policía estatal ingresó a las instalaciones y desmanteló el movimiento, hechos que provocaron violencia.

## Gobernador del estado de Hidalgo

### Elecciones estatales de 2005
Tras la campaña desarrollada durante 2004 como candidato de la alianza del Partido Revolucionario Institucional (PRI) y el Partido Verde Ecologista de México (PVEM) denominada "Alianza por Hidalgo" al gobierno de dicha entidad y de las elecciones del 20 de febrero de 2005, Osorio Chong fue elegido gobernador de Hidalgo con el 51.8% de los votos, en una contienda en la que participó contra José Guadarrama Márquez del Partido de la Revolución Democrática (PRD), José Antonio Haghenbeck del Partido Acción Nacional (PAN) y Arturo Aparicio del Partido del Trabajo (PT).

### Gestión como gobernador
Asumió el cargo de gobernador el 1 de abril de 2005 y finalizó el 31 de marzo de 2011. Durante su administración se dio, la construcción de 3 nuevas Instituciones de Educación Superior, logrando el primer lugar estatal en cobertura universal de educación básica, la construcción de 13 nuevos centros de salud municipales, 6 hospitales regionales y el Hospital del Niño DIF.
También la inversión en más de 8700 km de infraestructura carretera, la implementación del programa de nutrición y el programa integral alimentario que en la última medición redujo en gran parte el nivel de desnutrición en zonas de alta marginación. Además, se implementó el programa de útiles escolares beneficiando a todos los alumnos de las escuelas públicas de preescolar, primaria y secundaria del Estado.
Al culminar su mandato como Gobernador en el estado de Hidalgo, fungió como Delegado General del Comité Ejecutivo Nacional (CEN) del PRI en el Estado de México para la campaña de Gobernador de Eruviel Ávila Villegas, en donde los resultados de la elección dieron al candidato priista la votación histórica. En 2012 fue nombrado Secretario de Operación Política del CEN del PRI y Secretario de Organización del CEN del PRI.

### Controversias como gobernador
La oposición acusó a Osorio Chong de hacer uso de programas sociales y recursos públicos a favor de candidatos del PRI en elecciones municipales, estatales y federales, lo que condujo a impugnaciones en tribunales locales y federales, no obstante, no fueron comprobadas violaciones a las leyes electorales.
El 10 de abril de 2010; la revista Proceso publicó que la Procuraduría General de la República inició una averiguación de Osorio Chong por su presunta relación con grupos delictivos, ligándolo directamente con grupos del crimen organizado, específicamente el cartel de Los Zetas, con señalamientos de delincuencia organizada y lavado de dinero. La Secretaría de Gobernación (SEGOB), mediante un comunicado afirmó que la citada averiguación previa no existía. En marzo de 2011 la Subprocuraduría de Investigación Especializada en Delincuencia Organizada (SIEDO) exoneró a Osorio Chong de presuntos nexos con el narcotráfico.
Asimismo, se le ha acusado de no haber finalizado los estudios correspondientes y poseer documentos falsos de acreditación de grado. Él presentó una copia de su título expedido por la UAEH en el año 2000 y con cédula profesional federal otorgada el 20 de octubre de 2002 bajo el número 3732239. De acuerdo con miembros de su partido político, el Partido Revolucionario Institucional, las acusaciones se trataron de una «guerra sucia» por parte de la oposición.
De igual manera, Osorio Chong fue señalado de haber utilizado su puesto de gobernador, para desviar dinero del estado de Hidalgo en complicidad con sus hermanos, Eduardo y Luis Jaime Osorio Chong, quienes transfirieron dinero de cuentas ubicadas en Pachuca y Ciudad de México, a una cuenta en Panamá. Los documentos de una investigación periodística de Reporte Índigo señalan que en estas operaciones bancarias entre México y Panamá, hechas a través de HSBC, se desviaron más de 100 millones de pesos, que presuntamente eran dinero de las arcas de Hidalgo.

## Secretario de Gobernación

### Elecciones federales 2012
En el proceso electoral para la presidencia de México en el 2012, se desempeñó como Secretario de Organización del Comité Ejecutivo Nacional del PRI en compañía del Presidente del Partido Pedro Joaquín Coldwell y el coordinador de campaña Luis Videgaray Caso, en la cual, se lanzó como candidato de dicho partido a la presidencia de México a Enrique Peña Nieto, quien tras las elecciones del 1 de julio de 2012 y las resoluciones emitidas por el Tribunal Federal Electoral fue declarado presidente electo.

### Transición gubernamental
El 11 de julio de 2012 el presidente electo Enrique Peña Nieto deja a Osorio Chong a cargo de la Coordinación de Diálogo y Acuerdo Político junto con Luis Videgaray, encargado de Oficina de Políticas Públicas y Jesús Murillo Karam como Coordinador de Asuntos Jurídicos con la finalidad de la defensa de los resultados electorales. Posteriormente, el 4 de septiembre de 2012 fue designado por Peña Nieto como responsable del área de Diálogo y Acuerdo Político del equipo de transición, lo que lo colocó a la cabeza del equipo para lograr acuerdos políticos tales como el Pacto por México que integró a los tres principales partidos de México.
Fue nombrado por Enrique Peña Nieto como Coordinador General de Política y Seguridad. Como parte de su tarea política, tuvo la responsabilidad de dialogar y generar acuerdos con los distintos grupos políticos y sociales para la aprobación de iniciativas que se requerían desde el inicio de la nueva Administración.
Posteriormente fue nombrado por Peña Nieto como embajador de las relaciones internacionales de México conjunto con el Secretario de relaciones internacionales de la CNOP Lic Miguel Ángel Aguilar Villanueva.
En materia de seguridad, se encargó principalmente de establecer las nuevas bases para la organización de la Secretaría de Gobernación, misma que absorbería a la Secretaría de Seguridad Pública para integrarse a una Subsecretaría del Interior que tuviera a su cargo todas las labores de inteligencia, así como de las corporaciones policiacas, incluyendo la nueva Gendarmería Nacional.[cita requerida]

### Secretario de Gobernación
El 30 de noviembre de 2012, un día anterior a la toma de mando de Enrique Peña Nieto como presidente, este anunció su gabinete federal, en donde designó a Osorio Chong como Secretario de Gobernación.
Como tal, ha sido uno de los principales actores políticos en la ejecución de las políticas públicas implementadas durante el gobierno de Peña Nieto como la de seguridad, la cruzada nacional contra el hambre y las reformas en materia de educación. Igualmente, durante su gestión ha tenido que confrontar los escándalos derivados de la explosión de la torre de Petróleos Mexicanos en enero de 2013; la detención de la presidenta del Sindicato Nacional de Trabajadores de la Educación, Elba Esther Gordillo Morales a finales de febrero del mismo año y la segunda fuga de Joaquín "El Chapo" Guzmán Loera el 12 de julio de 2015, un año y medio después de que el narcotraficante hubiera sido detenido por segunda ocasión.
El 10 de enero de 2018, Osorio Chong presentó su renuncia al cargo de la Secretaría de Gobernación.

### Senador de la República
En 2018 fungió como Senador de la República. Coordinó el Grupo Parlamentario del PRI desde el 1 de septiembre de 2018 hasta el 22 de marzo de 2023, cuando fue vulgarmente traicionado por los integrantes de su bancada. Se señala como operador a Alejandro Moreno Cárdenas, presidente del Comité Ejecutivo del Partido Revolucionario Institucional y a Manuel Añorve Baños, Senador de la República que quedó en su lugar. Osorio Chong aseguró que no renunciará al PRI; sin embargo, el 3 de julio de ese mismo año anunció su dimisión al partido, junto con otros senadores como Claudia Ruiz Massieu Salinas y Eruviel Ávila Villegas.